# Cs. Kovács László (labdarúgó)
Cs. Kovács László (Csurgó, 1950. augusztus 31. – 2022. március 9.) magyar labdarúgó, csatár, edző.

## Pályafutása
A Csurgói Spartacus csapatában kezdte a labdarúgást, majd 1969 és 1973 között a Pécsi EAC együttesében folytatta. Ezekben az években földrajz-történelem szakos tanár diplomát szerzett. 1973 és 1975 között a másodosztályú Komlói Bányász játékosa volt. Szerepelt az 1974-es magyarkupa-döntőn, ahol csapata kikapott a Ferencvárostól. 1975 és 1977 között a Rába ETO labdarúgója volt, ahol hét élvonalbeli mérkőzésen szerepelt. 1977 és 1981 között a másodosztályú MÁV-DAC csapatában játszott. 1981 és 1990 között a Győr-Ménfőcsanaki TSZ SK, a Győri Elektromos, a Petőháza és a Nyúl labdarúgója volt.
Visszavonulása után utánpótlásedzőként tevékenykedett a Győri ETO serdülő korosztályánál. Társszerzője volt egy gyermeklabdarúgással foglalkozó szakkönyvnek. 2009-ben a Győr-Moson-Sopron megye labdarúgásáért díjjal tüntették ki.

## Műve
- Cs. Kovács László – Gáborfalvi László – Király Tibor: Gyermeklabdarúgás – Ovisfocitól a focisuliig; Góliát-McDonald’s FC, Budapest, 2000. ISBN 9630399482

## Sikerei, díjai
- Győr-Moson-Sopron megye labdarúgásáért (2009)

 Komlói Bányász
- Magyar kupa (MNK)
  - döntős: 1974